# Wadim (Name)
Wadim (polnisch: Wadym) ist ein vor allem in Russland verbreiteter männlicher Vorname. Er entstammt der  Altostslawischen Sprache. Über seine Bedeutung gibt es verschiedene Meinungen. Er wird oftmals irrtümlich als Kurzform des Namens Wladimir wahrgenommen. Er tritt auch als Familienname auf.

## Varianten
- Vadim
- Vadi
- Vadik
- Vadimka
- Wadym (polnisch, ukrainisch)

## Namensträger

### Vorname
Wadim:
- Wadim Bakatin (1937–2022), russischer Politiker und letzter Chef des KGB
- Wadim Gratschow (* 1964), deutscher Schauspieler
- Wadim Karpow (* 2002), russischer Fußballspieler
- Wadim Schawrow (1898–1976), sowjetischer Flugzeugkonstrukteur

Wadym:
- Wadym Archyptschuk (1937–1973), ukrainischer Sprinter
- Wadym Malachatko (1977–2023), ukrainischer Schachspieler
- Wadym Wising (1937–2017), ukrainischer Mathematiker

Vadim:
- Vadim Glowna (1941–2012), deutscher Schauspieler
- Vadim Repin (* 1971), russischer Violinist
- Vadim Peare, britischer DJ und Musikproduzent, siehe DJ Vadim
- Corneliu Vadim Tudor (1949–2015), rumänischer Politiker
- Vadim Garbuzov (* 1987), österreichischer Tänzer

### Familienname
- Christian Vadim (* 1963), französischer Schauspieler
- Roger Vadim (1928–2000), französischer Filmregisseur